# Playa Vicente
Playa Vicente es una localidad del estado mexicano de Veracruz. Es cabecera del municipio de Playa Vicente.

## Demografía
| Censo | Población |
| ----- | --------- |
| 1900  | 1 053     |
| 1910  | 1 322     |
| 1921  | 1 521     |
| 1930  | 1 483     |
| 1940  | 1 721     |
| 1950  | 1 946     |
| 1960  | 3 284     |
| 1970  | 4 334     |
| 1980  | 7 207     |
| 1990  | 7 438     |
| 1995  | 8 063     |
| 2000  | 7 537     |
| 2005  | 8 962     |
| 2010  | 9 083     |
| 2020  | 8 969     |